# Banku
Banku – wegetariańska potrawa charakterystyczna dla kuchni Ghany.
Danie w formie kuli przyrządzane jest ze sfermentowanego ciasta kukurydzianego i manioku. Zwykle jest serwowane jako dodatek z rybami, zupami i gulaszami (także z sosem z okry). Spożywane jest przez prawie wszystkie plemiona kraju, a jego korzenie wywodzą się z regionu rzeki Wolta.

## Galeria

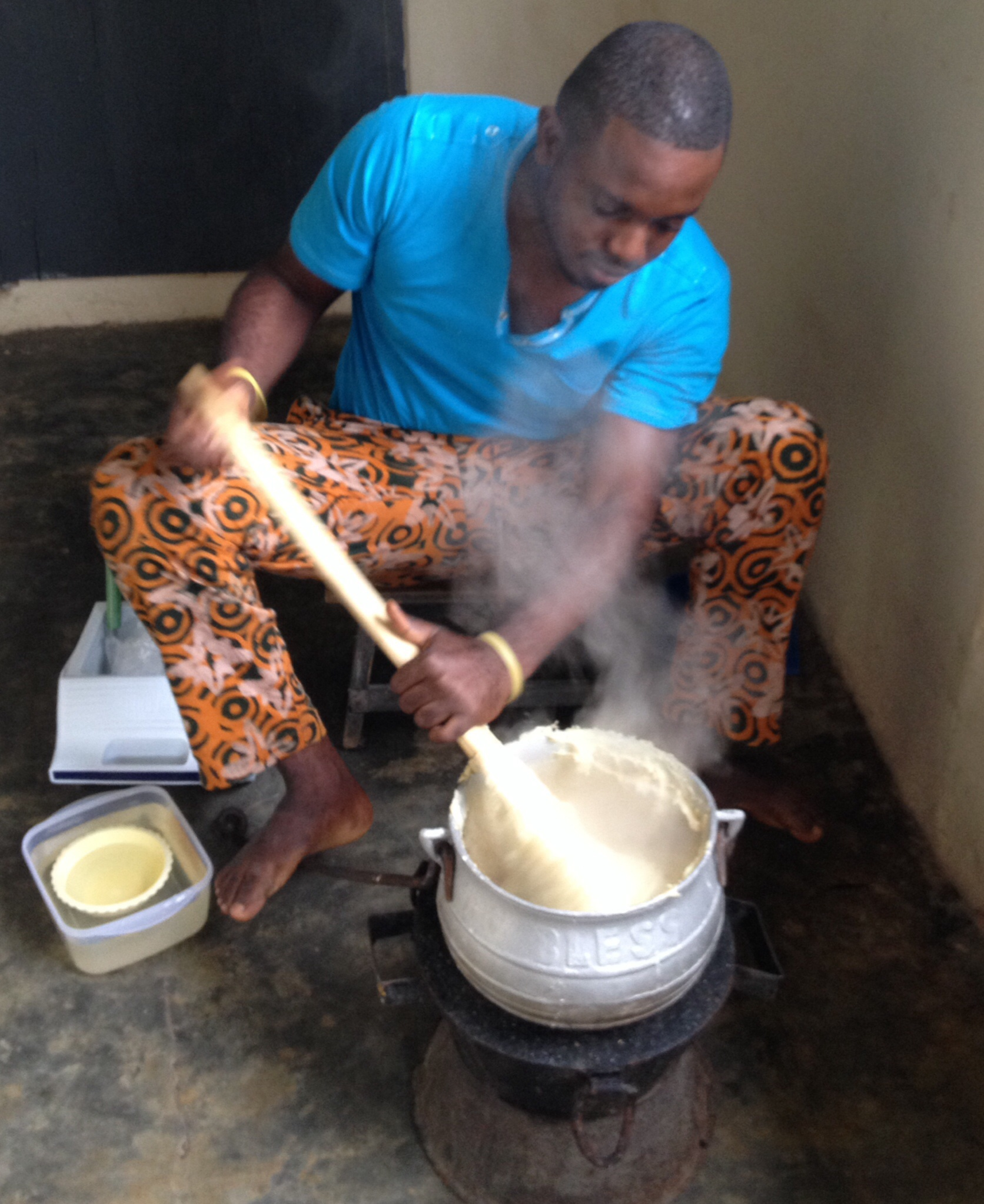
Ciasto
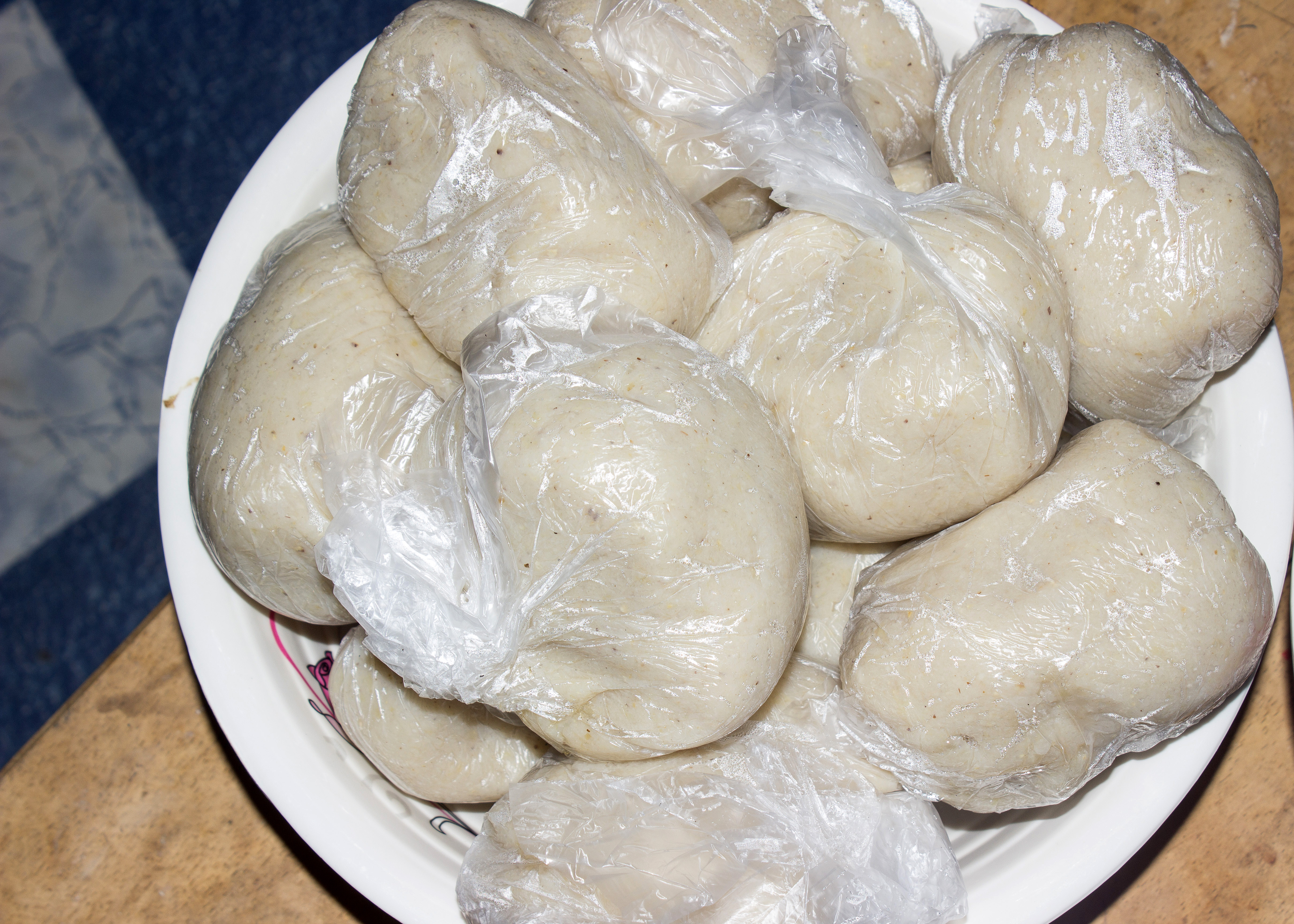
Banku po ugotowaniu
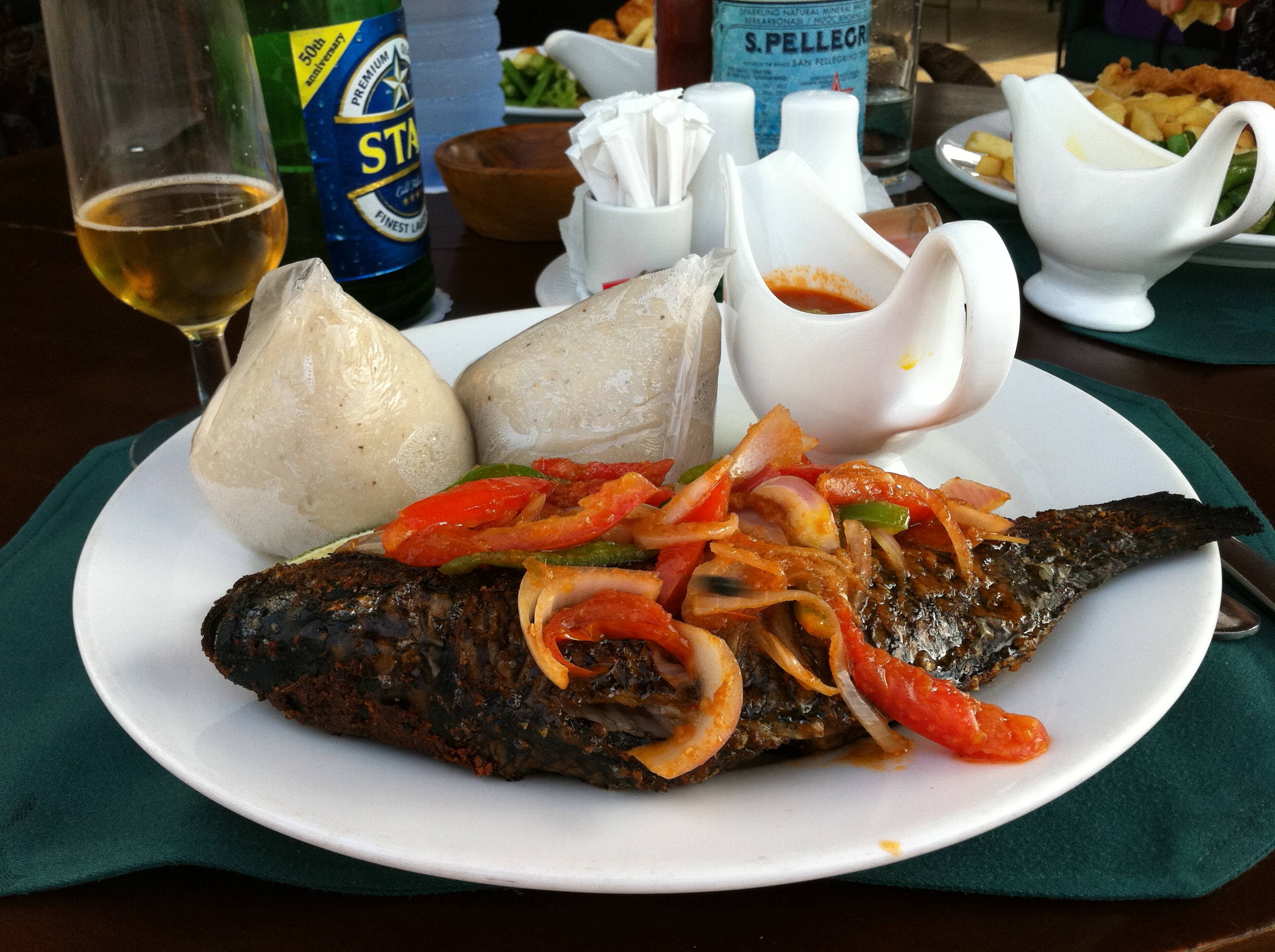
Tilapia z banku